# Badia di San Pietro a Moscheta
La badia di San Pietro a Moscheta si trova nel comune di Firenzuola.

## Storia e descrizione
Fu fondata nel 1034 da san Giovanni Gualberto. Secondo altre fonti locali, invece, la chiesa sarebbe stata realizzata invece dal beato Rodolfo dei Galigai.
Il complesso ha conservato scarse tracce dell'età medievale: rimane il duecentesco portone d'ingresso al monastero, a sesto acuto con cunei dentati. Il monastero raggiunse notevole fortuna nel corso del Duecento, epoca alla quale sono da riferire i pochi resti medievali. Secondo la tradizione locale, in particolare, la chiesa sarebbe stata distrutta dal fiume che scorre poco distante, che si sarebbe ingrossato per le preghiere di san Giovanni Gualberto: il santo, infatti, si sarebbe indignato per le dimensioni del convento, pretendendo più umiltà. Altri resti più recenti risalgono al XIV secolo, fra i quali va segnalato il cortile porticato.
Nel XVIII secolo il monastero fu soppresso per effetto di un decreto granducale, i beni furono venduti all'asta e la chiesa divenne sede di parrocchia, soppressa nel 1986. L'attuale chiesa è stata costruita più di recente, e oggi all'interno dell'abbazia ha sede il Museo del paesaggio storico dell'Appennino, inserito nel sistema museale del Mugello Alto Mugello Val di Sieve.